# SD Ciudad de Santiago

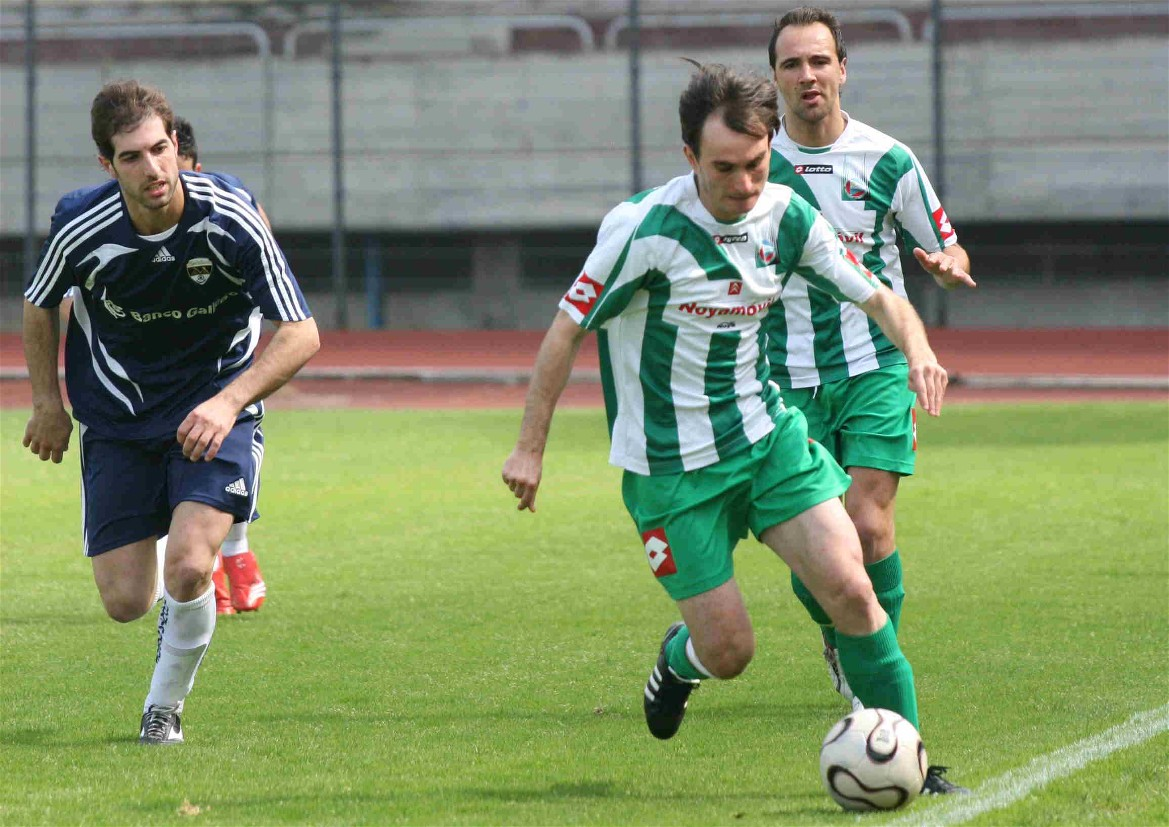
Ciudad de Santiago in actie

Sociedad Deportiva Ciudad de Santiago, S.A.D. is een voormalige Spaanse voetbalclub uit Santiago de Compostella.
De club werd op 14 juni 1978 opgericht als Club Atlético Fátima in O Castiñeiriño bij Compostella en speelde in de regionale competities. In 2005 promoveerde de club naar het hoogste niveau in de regio Galicië en werd om meer bekendheid en sponsoren te krijgen hernoemd in SD Ciudad de Santiago. In 2007 promoveerde de club naar de Tercera División waarin het direct kampioen werd. Het verblijf in de Segunda División B bleef beperkt tot één seizoen. Door financiële problemen werd de club naar het regionale vierde niveau teruggezet en, nadat de club eind 2008 wederom financiële problemen kende, werd ze begin 2009 uit de competitie genomen en ging failliet.